# Charles William de Hamilton
Charles William de Hamilton (1668, Bruxelles – 23 février 1754, Augsbourg), également connu sous les noms de Carl Wilhelm de Hamilton et de Karel-William von Hamilton, est un peintre belge de scènes forestières.

## Biographie

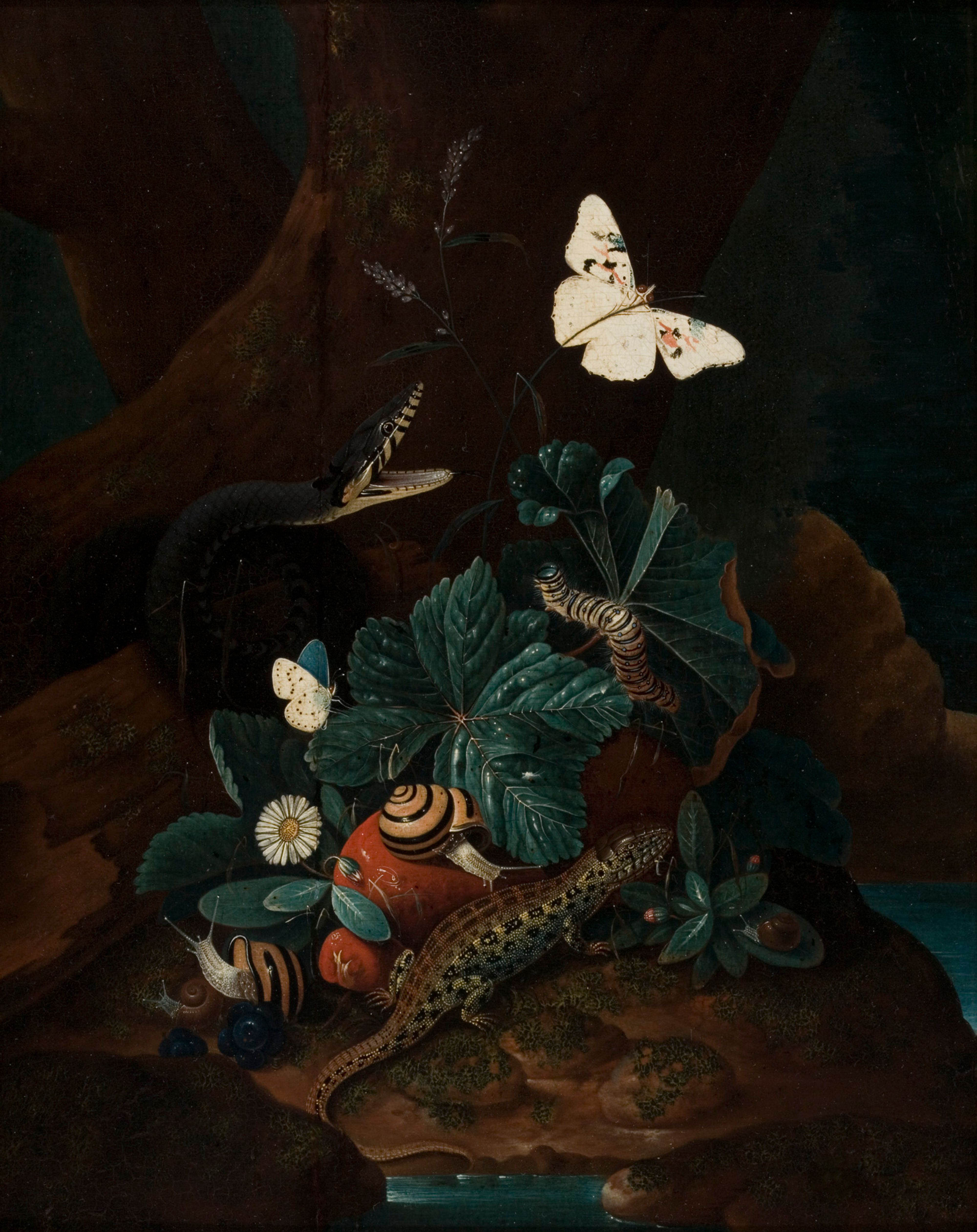
Scène forestière, Musée Sinebrychoff, Helsinki

Charles William de Hamilton est l'un des fils de James de Hamilton (c. 1640-1720), peintre d'origine écossaise établi à Bruxelles.
Il travaille de 1719 à 1754 comme peintre auprès du Prince-Évêque d'Augsbourg, Alexandre-Sigismond de Palatinat-Neubourg (1663-1737) et pourrait être identifié avec le Hamilton qui travaille pour la cour de Baden-Baden entre 1699 et 1707.
Ses deux frères, Philipp Ferdinand (c. 1664-1750) et Johann Georg (1672-1737) sont également peintres et travaillent à Vienne pour l'empereur Joseph Ier, Charles VI et l'impératrice Marie-Thérèse.

## Œuvre
Dans le choix de ses thèmes Charles William de Hamilton est influencé par Otto Marseus van Schrieck (entre 1614 et 1620-1678) qui s'était spécialisé dans des scènes forestières animées de reptiles, d'oiseaux et d'insectes, notamment des papillons.
Ses œuvres sont peintes sur toile, sur bois et sur cuivre.

## Collections publiques
- Fitzwilliam Museum, Cambridge
- Musée Wallraf Richartz, Cologne
- Musée des Beaux-Arts de Dijon
- Musée du Nouveau Monde, La Rochelle[2]
- Staatliche Kunsthalle Karlsruhe
- Musée des Beaux-Arts de Lyon
- Staatsgalerie, Stuttgart
- Musée Sinebrychoff, Helsinki